# Mike Lowry
Michael Edward Lowry (St. John, Washington, 1939. március 8. – Olympia, Washington állam, 2017. május 1.) amerikai politikus, Washington állam kormányzója (1993–1997).

## Élete
1962-ben a Washington Állami Egyetemen szerzett diplomát. 1978 és 1989 között a képviselőház tagja volt. Két alkalommal próbálkozott sikertelenül bejutni a szenátusba (1983, 1988). 1993 és 1997 között Washington állam kormányzója volt.